# Хикс, Джон Ричард
Сэр Джон Ричард Хикс (англ. Sir John Richard Hicks, 8 апреля 1904, Уорик — 20 мая 1989, Блокли) — английский экономист. Лауреат премии по экономике памяти Альфреда Нобеля 1972 года «за новаторский вклад в теорию общего равновесия и теорию благосостояния». Продолжатель маршаллианской традиции. Представитель неокейнсианства.

## Биография
Родился в 1904 году в небольшом английском городе Лемингтон-Спа (по другой версии в соседнем Уорике) в семье журналиста местной газеты. Учился с 1917 по 1922 год в Клифтон-колледже, а с 1922 по 1926 год — в Бейллиол-колледже, в Оксфордском университете, где его наставником был представитель фабианского движения Джордж Коул. За время обучения интересы от математики переместились на экономическую теорию. Получил степень магистра искусств (М. А.) и преподавал там же, а также в Лондонской школе экономики и политических наук и в Манчестерском университете.
Семья
Женился в 1935 году. Его супруга, леди Урсула К. Вебб, специалист по государственным финансам, являлась автором ряда известных работ, в том числе «Общественные финансы в национальном доходе» (Public Finance in National Income, 1939), «Критерии расходов местных органов власти», 1943), «Бремя налогов, взимаемых в Великобритании местными органами власти», 1945 год) — в соавторстве с мужем, «Обложение военного богатства», 1939 год — с мужем и английским экономистом Л. Ростэсом.
После выхода в 1965 году в отставку был почётным профессором Ол-Соулз-колледжа в Оксфорде. Являлся членом Британской академии наук, Шведской королевской академии наук, Национальной академии наук Италии и членом Американской академии наук и искусств. С 1960 по 1962 год он был президентом Королевского экономического общества, а в 1964 году был посвящен в рыцари.

## Вклад в науку
Хикс внес большой вклад во многие области экономики 20-го века. 
Он показал, что, вопреки тому, во что верил Карл Маркс, трудосберегающий технический прогресс не обязательно уменьшает долю труда в доходе. 
Через свою книгу Value and Capital (1939), Хикс показал, что теория стоимости может быть построена без предположения, что полезность измерима. 
Придумал способ оценить влияние изменений в политике правительства. Он предложил компенсационный тест, который мог бы сравнить потери проигравших с выигрышами победителей. 
Разработал диаграмму IS-LM, — которая графически изображает вывод Джона Мейнарда Кейнса о том, что экономика может находиться в равновесии при неполной занятости.
В 1928—31 гг. опубликовал в журнале «Экономика» ряд статей, посвященных условиям формирования заработной платы в строительстве.
Через год после выхода «Общей теории занятости, процента и денег» опубликовал работу «Господин Кейнс и «классики». Попытка интерпретации», в которой дал математическую интерпретацию концепции Джона Мейнарда Кейнса. 

Версия Хикса вскоре заменила собой оригинал и стала общепринятым воплощением теории Кейнса. Кейнс был многословен, несвязен, непоследователен, малопонятен, но при этом весьма занимателен и побуждал читателя мыслить и возражать; Хикс же, напротив, чёток, лаконичен, последователен и безупречно логичен. Хикс не так знаменит, как Кейнс, нередко его считают просто интерпретатором гениальных идей Кейнса. Но в истории науки «кейнсианскую революцию» можно с не меньшими основаниями считать «хиксовской».— Акерлоф Дж., Шиллер Р.